# Rumiyah
Rumiyah (arabiska: رومية) var en nättidskrift utgiven Islamiska staten i propaganda- och rekryteringssyfte. Skriften publicerades först i september 2016 och var tillgänglig på: engelska, franska, tyska, ryska, indonesiska och uigurska.
Namnet Rumiyah (Rom) är en hänvisning till en hadith där Muhammed sa att muslimer skulle erövra både Konstantinopel och Rom i den ordningen.
Liksom Dabiq börjar varje nummer med ett citat som tillskrivs Abu Hamza al-Muhajir:
| ” | Åh muwahhidin, jubla, för av Allah kommer vi inte att vila från vår jihad förutom under Rumiyahs (Rom) olivträd | „ |

I oktober 2016 rådde Rumiyah anhängare att genomföra knivattacker och hävdade att jihadister i alla tider "har halshuggit kuffar (vantroende) [i Allahs namn med] svärd som lämnar folk lemlästade och genomborrar köttet av dem som motsätter sig islam". Tidningen uppmanade sina läsare att bära kniv för att skydda sig mot trakasserier och annat.

## Utgåvor
| Nummer | Datum (Hijri)          | Datum (gregoriansk) | Antal sidor |
| ------ | ---------------------- | ------------------- | ----------- |
| 1      | Dhul-Hijjah 1437       | 5 september 2016    | 38          |
| 2      | Muharram 1438          | 4 oktober 2016      | 38          |
| 3      | Shawwal 1438           | 11 november 2016    | 46          |
| 4      | Rabi al-Awwal 1438     | 7 december 2016     | 40          |
| 5      | Rabi al-Akhir 1438     | 6 januari 2017      | 44          |
| 6      | Jumada al-awwal 1438   | 4 februari 2017     | 44          |
| 7      | Jumada al-akhirah 1438 | 7 mars 2017         | 38          |
| 8      | Rajab 1438             | 4 april 2017        | 48          |
| 9      | Sha'ban 1438           | 4 maj 2017          | 58          |
| 10     | Ramadan 1438           | 17 juni 2017        | 46          |
| 11     | Shawwal 1438           | 13 juli 2017        | 60          |
| 12     | Dhu al-Qidah 1438      | 6 augusti 2017      | 46          |
| 13     | Dhul-Hijjah 1438       | 9 september 2017    | 44          |